# Mirko Breyer
Mirko Breyer (Varaždin, 23. listopada 1863. – Zagreb, 29. prosinca 1946.) prvak hrvatske bibliografije, bibliofil, knjižar-nakladnik, antikvari i osnivač prvog znanstvenog antikvarijata u Hrvatskoj.

## Podrijetlo i školovanje
Mirko Breyer je rođen u Varaždinu 23. listopada 1863. godine, u hrvatskoj židovskoj obitelji. Breyerova obitelj potječe iz Gradišća u Austriji. Jedan od njegovih predaka je imao pivovaru u Mattersburgu u Gradišću. Breyerov pradjed Samuel Breyer se preselio u Rasinju kao zakupnik imanja grofa Inkeya. U Rasinju se rodio Breyerov djed Jakov Breyer koji se 1830. godine preselio u Križevce, gdje je i umro 1869. godine. Breyerov otac Marko Breyer se rodio u Križevcima 1838. godine. Bio je trgovac u Varaždinu, poslovni direktor "Križevačke poslovne štedione", dugogodišnji gradski zastupnik i podnačelnik u Križevcima. Breyer je najranije djetinjstvo proveo u rodnom Varaždinu. 1867. preselio se s obitelji u Križevce gdje je 1873. godine završio pučku školu. Srednju školu je polazio u Varaždinu, Zagrebu i Trstu. U Trstu je proveo stručnu trgovačku praksu kod trgovačke kuće "Binenfeld".

## Karijera
1879. godine trgovačka kuća "Binenfeld" ga je poslala u britansku trgovačku luku Aden u Jemenu. U Adenu je boravio tri godine. Iz Adena je pisao za dnevne novine Obzor. Po povratku iz Jemena Breyer je nastavio sa studijom trgovine u Trstu, Beču, Leipzigu, Münchenu i Hamburgu, istovremeno se zanimajući za bibliotekarstvo. Breyer se vratio u Križevce 1890. godine. Od 1890. do 1893. pisao je pjesme u Narodnom listu. 1903. godine preselio se u Zagreb gdje je osnovao nakladnu komisionu knjižaru "Slavenski znastveni antikvarijat". 1920. godine Breyer je komisionu knjižaru pretvorio u dioničko društvo "Jugoslavenska znastvena knjižara", dokle je zadržao antikvarijat pod imenom "Slavenski znastveni antikvarijat". Breyer je ugasio antikvarijat 1928. godine. 1929. godine postao je direktor "Jugoslavenskog nakladnog dioničkog društva Obnova". Pod njegovim vodstvom "Obnova" je izdala radove poznatih hrvatski pisaca poput Vladimira Nazora i Antuna Gustava Matoša te djela Fjodora Mihajloviča Dostojevskog. Breyer se na mjestu direktora zadržao sve do 1940. U vrijeme Drugog svjetskog rata Breyer je bio suradnik Hrvatske enciklopedije. Na kraju rata je radio kao bibliograf u Hrvatskom nakladnom zavodu.

## Asimilacija, Drugi svjetski rat i progon
Breyer je bio zagovornik asimilacije hrvatskih Židova te dugogodišnji član "Izraelitičke bogoštovne općine Zagreb" (danas Židovska općina Zagreb). 1922. godine Breyer je osnovao "Narodni rad - društvo židovskih asimilanata i anticionista u Hrvatskoj". Breyerov cilj je bio okupiti sve hrvatske i jugoslavenske Židove, bez obzira na političko promišljanje. Breyer je u više navrata pozivao hrvatske cioniste da mu se pridruže, prigovarajući im na nedostatku hrvatskog i jugoslavenskog patriotizma. 1924. godine, na drugu godišnjicu osnivanja društva, Breyer je opet pozvao na okupljanje "sve državljane Hrvate i ostale Jugoslavene židovske konfesije". Neki od poznatih članova društva su bili: Samuel David Aleksander, Šandor Aleksander i Vladimir Šterk. Kao Židov, 1941. godine, Breyer je bio zatvoren u Koncentracijskom logoru Stara Gradiška gdje je proveo šest mjeseci. U logoru je napisao dirljivu pjesmu "U sabirnom logoru", koja govori o žalu za izgubljenom slobodom i mladošću. Pušten je iz logora u travnju 1942. godine. Režim Nezavisne Države Hrvatske je izuzeo Breyer od nošenja Davidove zvijezde na odjeći. Iako je do kraja rata bio zatvaran još dva puta, Breyer je uspio preživjeti Holokaust. Usprkos toj poznatoj činjenici Mirko Breyer je zbog komunističke politike lažno naveden kao žrtva logora Stara Gradiška.

## Antikviteti i donacije
Breyer se od najranije mladosti zanimao za starine te ih je marljivo skupljao. Već je iz Jemena zagrebačkim muzejima uputio nekoliko pošiljaka starina, etnografskih i prirodoslovnih predmeta. I kasnije u životu je donirao hrvatske kulturne ustanove raznim predmetima. Hrvatskoj akademiji znanosti i umjetnosti Breyer je donirao 80 autografa znamenitih hrvatskih ličnosti iz 18. i 19. stoljeća. Predmete je također donirao Muzeju za umjetnost i obrt, a Hrvatskom narodnom kazalištu u Zagrebu je donirao originalnu diplomu kazališnog odbora Ilirske čitaonice iz 1842. godine. Prema njegovoj želji, Breyerovi potomci su donirali Nacionalnoj i sveučilišnoj knjižnici u Zagrebu 335 knjiga i 12 godišta časopisa. Za vrijeme boravka u Križevcima, Breyer je prikupljao i proučavao rijetke hrvatske knjige. Sakupio je vrijednu i bogatu knjižnicu u kojoj su se isticale inkunabule i prva izdanja, ponajprije dalmatinskih pisaca.

## Smrt
Breyer je umro 29. prosinca 1946. u Zagrebu. Pokopan je na Mirogoju.